# Ramsholm, Estland
Ramsholm (estniska: Ramsi poolsaar) är en halvö i västra Estland. Den ligger i Nuckö kommun i Läänemaa, 90 km sydväst om huvudstaden Tallinn. Ramsholms udde (Ramsi neem) är såväl halvön Nuckös som estländska fastlandets västligaste punkt.
Nordöst om Ramsholm ligger Pasklepsviken och sydväst om halvön ligger Ose sund som skiljer Ormsö från Nuckö. Närmaste by är Enby och närmaste större samhälle är residensstaden i Lääne län, Hapsal, som ligger 12 km söderut och på andra sidan Hapsalviken.